# Division 2 (Svezia)
La Division 2 è il quarto campionato svedese di calcio per importanza, il più basso cui possono partecipare i giocatori semiprofessionisti.

## Storia recente
A partire dal 2006, la denominazione Division 2 identifica il quarto livello del campionato svedese. Prima di quella stagione, il quarto livello era chiamato Division 3.
A sua volta, tra il 1987 e il 2005, la denominazione Division 2 rappresentava la terza serie nazionale.
Andando ancora più indietro negli anni, dalla stagione 1928-1929 alla stagione 1986, per Division 2 era da intendersi la seconda serie nazionale.

## Formato
Il campionato è formato da 84 squadre suddivise in sei gironi da 14 squadre ciascuno, definiti su base geografica.
Il campionato, che generalmente inizia in aprile e si conclude in novembre, prevede un girone all'italiana con partite di andata e ritorno, per un totale di 26 giornate. Le prime classificate dei sei gironi sono promosse in Ettan. Le seconde classificate si affrontano tra di loro in due gironi di sola andata da tre squadre ciascuno, le cui vincitrici giocano uno spareggio promozione/retrocessione contro le tredicesime classificate dei due gironi di Ettan. Le terzultime classificate giocano uno spareggio promozione/retrocessione contro sei tra le seconde classificate dei dodici gironi di Division 3 qualificatesi a loro volta dopo un'apposita fase. Le ultime due classificate di ciascun girone sono retrocesse direttamente in Division 3.